# Ch’oe Yŏng-rim
Ch’oe Yŏng-rim (* 20. November 1930) war von 2010 bis 2013 der Vorsitzende des Ministerrats der Demokratischen Volksrepublik Korea, d. h. Ministerpräsident Nordkoreas.

## Leben
Nach einem Studium in Moskau qualifizierte er sich als Wirtschaftsingenieur. Seit 2009 war er Oberster Sekretär des Pjöngjanger Stadtkomitees der Partei der Arbeit Koreas. Auf der dritten Tagung der Obersten Volksversammlung in der XII. Legislaturperiode (7. Juni 2010) wurde er zum Regierungschef gewählt und löste damit Kim Yong-il von diesem Posten ab. Er ist (zumindest seit Oktober 2010) Mitglied des Politbüros und des Präsidiums des Politbüros der Partei der Arbeit Koreas.
Die Außenministerin von Nordkorea, Choe Son-hui ist eine Adoptivtochter von Ch’oe Yŏng-rim.